# Matusalem II : Le Dernier des Beauchesne
Pour l’article ayant un titre homophone, voir Mathusalem (homonymie).
Série
Matusalem
(1993)
Pour plus de détails, voir Fiche technique et Distribution.
Matusalem II : Le Dernier des Beauchesne est un film québécois de Roger Cantin produit en 1997 et mettant en vedette Marc Labrèche. Il est la suite des films, Matusalem paru en 1993 et Simon les nuages, sorti en 1990.

## Synopsis
À la veille de son anniversaire, Olivier St-Pierre a beaucoup de soucis. Pour commencer, il est amoureux de Béatrice, une étudiante française en visite au Québec avec sa classe. Ensuite, Hélène, son amie "officielle", soupçonne qu'il la trompe et le cherche pour lui dire sa manière de penser. Pour finir, son frère Laurent se prend pour un écrivain et veut publier un roman qui parle à mots couverts d'aventures qu'Olivier aimerait mieux garder secrètes.
Le pire, c'est que tout cela arrive à Olivier la veille de son anniversaire. C'est ça le problème majeur. Depuis que, pour ses douze ans, un fantôme est apparu à Olivier à chaque nouvel anniversaire un passage dans le temps s'ouvre vers le passé. Malgré eux, Olivier et ses amis y sont précipités vers des aventures impossibles. Olivier sait par expérience que ce n'est pas drôle de retomber dans le passé. Et le plus difficile, c'est d'en revenir.
Quand tout va bien, l'aventure se termine au poste de police où il faut tenter de s'expliquer sans passer pour des fous à lier. Les anniversaires d'Olivier, c'est vraiment pas un cadeau ! (Site officiel de Roger Cantin)

## Fiche technique
Source : IMDb et Films du Québec
- Titre original : Matusalem II : Le Dernier des Beauchesne
- Réalisation : Roger Cantin
- Scénario : Roger Cantin
- Musique : Milan Kymlicka
- Direction artistique : Normand Sarrazin
- Costumes : Francesca Chamberland
- Maquillage : Lucille Demers
- Coiffure : Marie-Lyne Normandin
- Photographie : Éric Cayla
- Son : Dominique Chartrand, Louis Dupire, Hans Peter Strobl
- Montage : Richard Comeau
- Assistant réalisation : Normand Bourgie
- Production : Jacques Bonin, Claude Veillet
- Société de production : Les Films Vision 4
- Sociétés de distribution : Motion International
- Budget : 243 000 $ CA
- Pays de production :  Canada
- Tournage : 34 jours à Montréal et à Cuba
- Langue originale : français
- Format : couleur — 35 mm — son Dolby numérique
- Genre : film d'aventures, film pour enfants
- Durée : 99 minutes
- Dates de sortie :
  - Canada : 19 décembre 1997 (sortie en salle au Québec)
  - Canada : 2 décembre 2003 (DVD)
- Classification :
  - Québec : Visa général[2]

## Distribution
- Marc Labrèche : Ambroise Dubuc de Beauchesne
- Marie-France Monette : Hélène Lafleur
- Steve Gendron : Laurent St-Pierre
- Émile Proulx-Cloutier : Olivier St-Pierre
- Magali Gevaert : Béatrice Levallet
- Raymond Cloutier : El Diablo
- Patricia Pérez : Esperenza del Plata y Oro
- Rodrigue Proteau : Pisseboeuf
- Claude Desparois : Cul-de-Trombonne
- Ernesto Tapia : « la souris »
- Jean Pierre Bergeron : sergent Letendre
- Germain Houde : père Lachaise
- Pierre-Luc Brillant : Bernard Picard
- Ian-Aurel Lagarde : Noël Picard
- Claude Lemieux : chauffeur des Bouduriens
- Julie Saint-Pierre : Mme Lafleur
- Maxime Collin : Benoit Painchaud
- Jod Léveillé-Bernard : Claude Petit
- Alain Gendreau : caporal Ledoux
- Frank Fontaine : policier
- Han Masson : Mme Fresnais, l'institutrice
- Magali Tisseyre : Magalie
- Jessica Malka : Virginie
- Jean Frenette : Verte-Cuisse
- Fayolle Jean : Dent-de-Scie
- Manuel Aranguiz : Diego Viejo
- Roberto Ozores : capitaine Valdez
- Alejandro Moran : soldat Concuidado
- Johnny York  : Claude